# Trójstyk

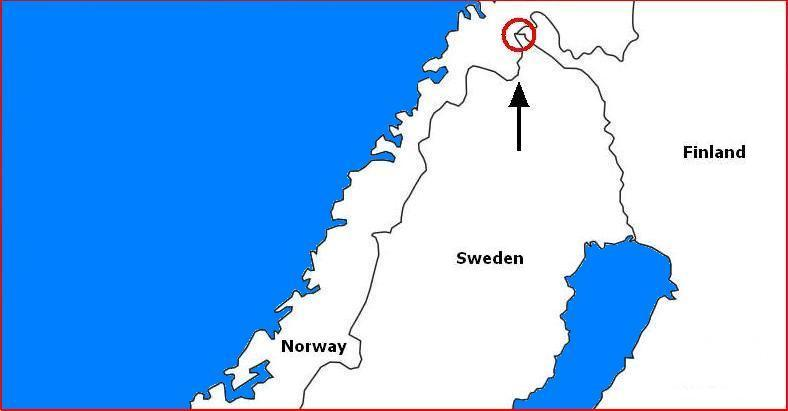
Trójstyk granic Norwegii, Szwecji i Finlandii zaznaczony na mapie

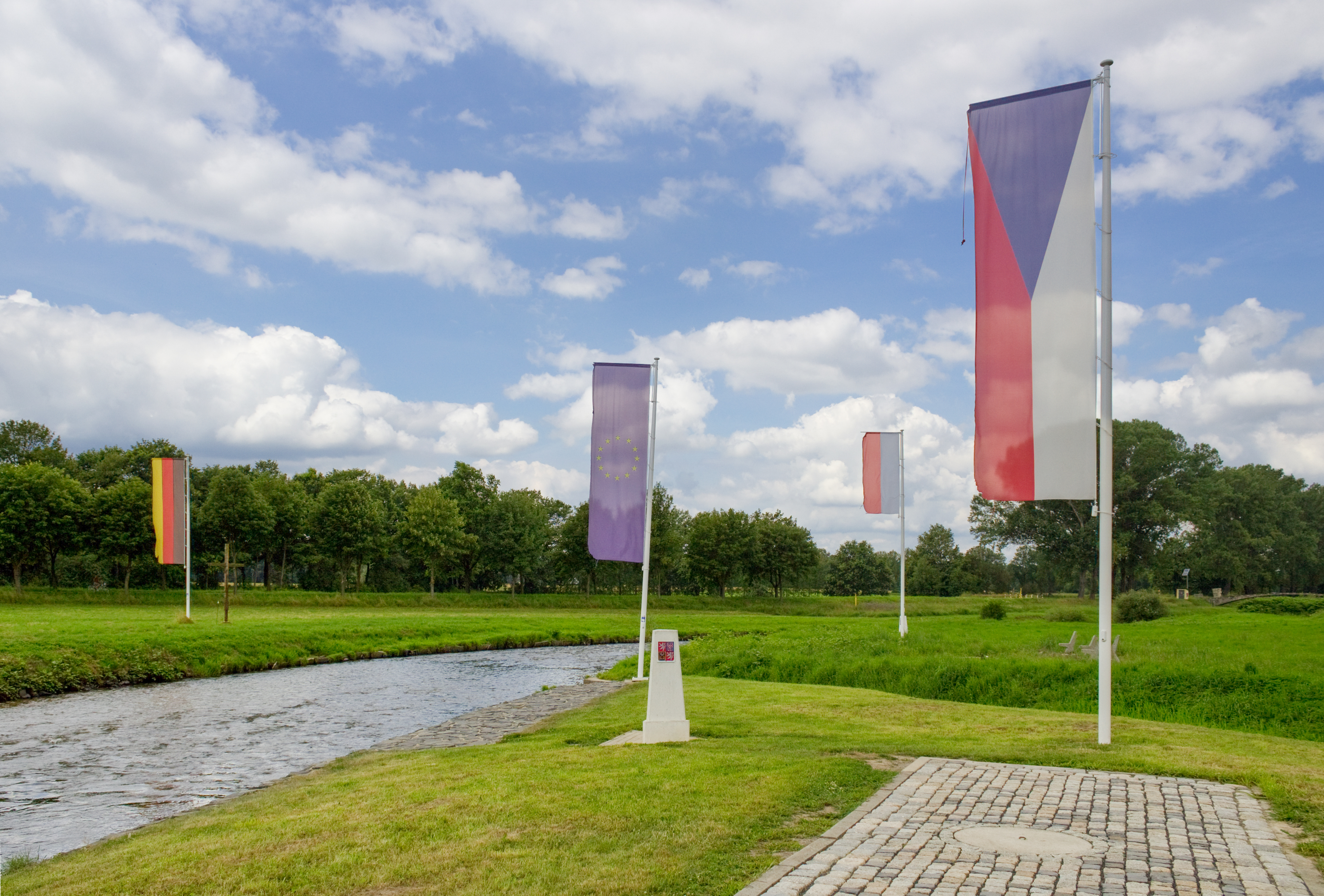
Trójstyk polsko-niemiecko-czeski w Sudetach

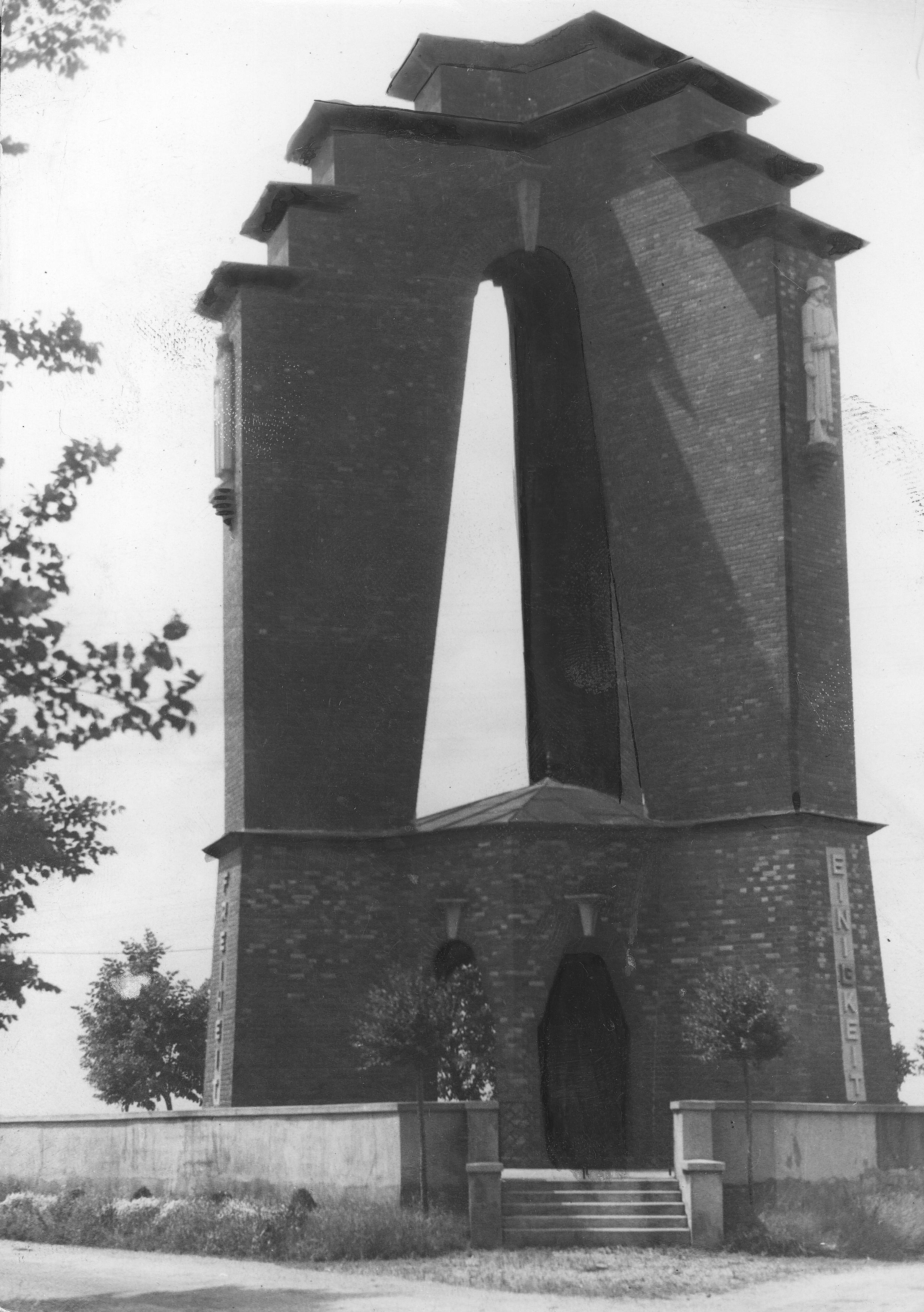
Pomnik trzech państw na granicy II RP, Niemiec i Czechosłowacji w Chałupkach (Annabergu) (1940)

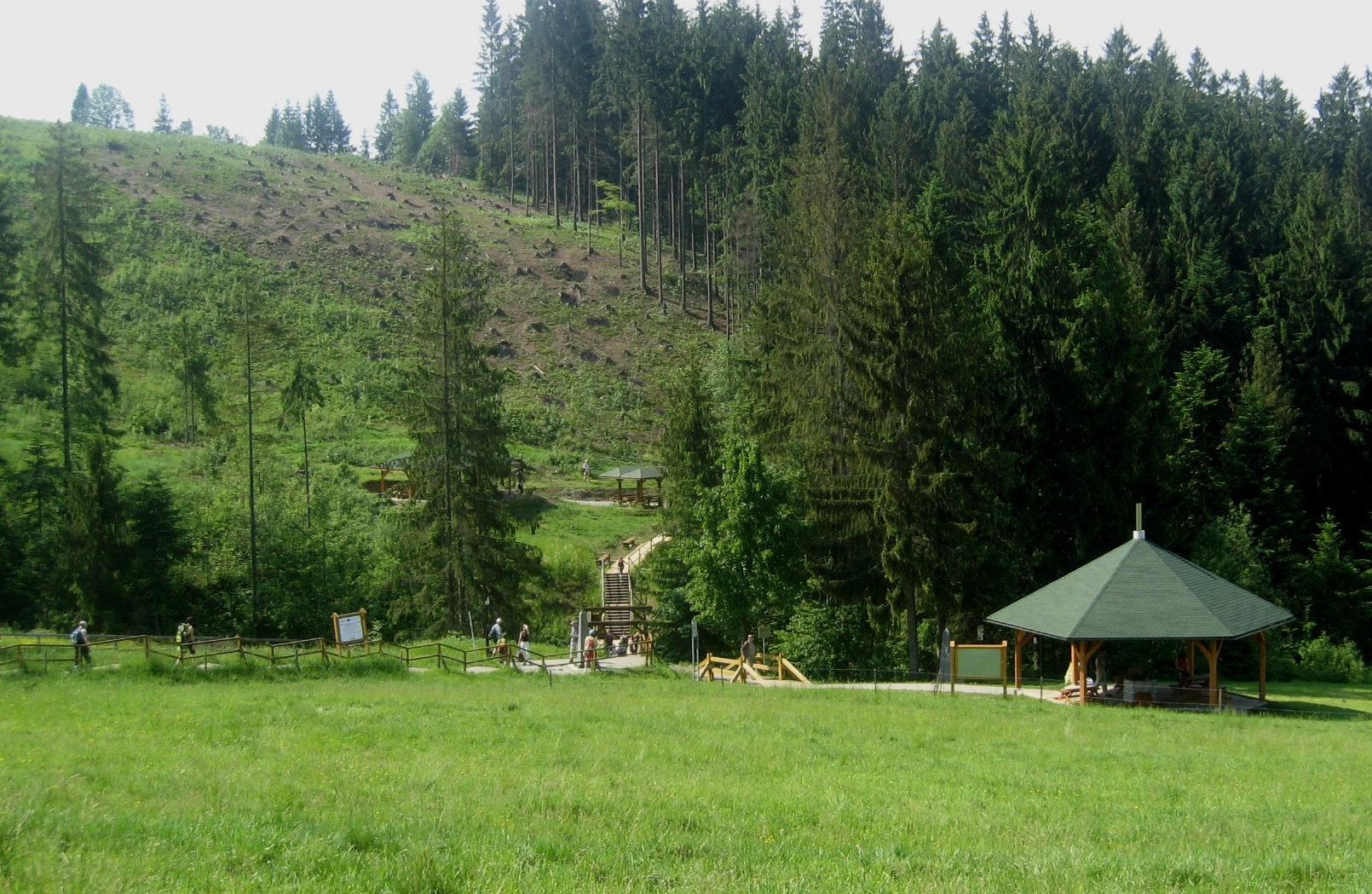
Trójstyk polsko-czesko-słowacki od strony czeskiej. Widoczne słupy graniczne po stronie czeskiej i polskiej (z lewej), strona słowacka w głębi

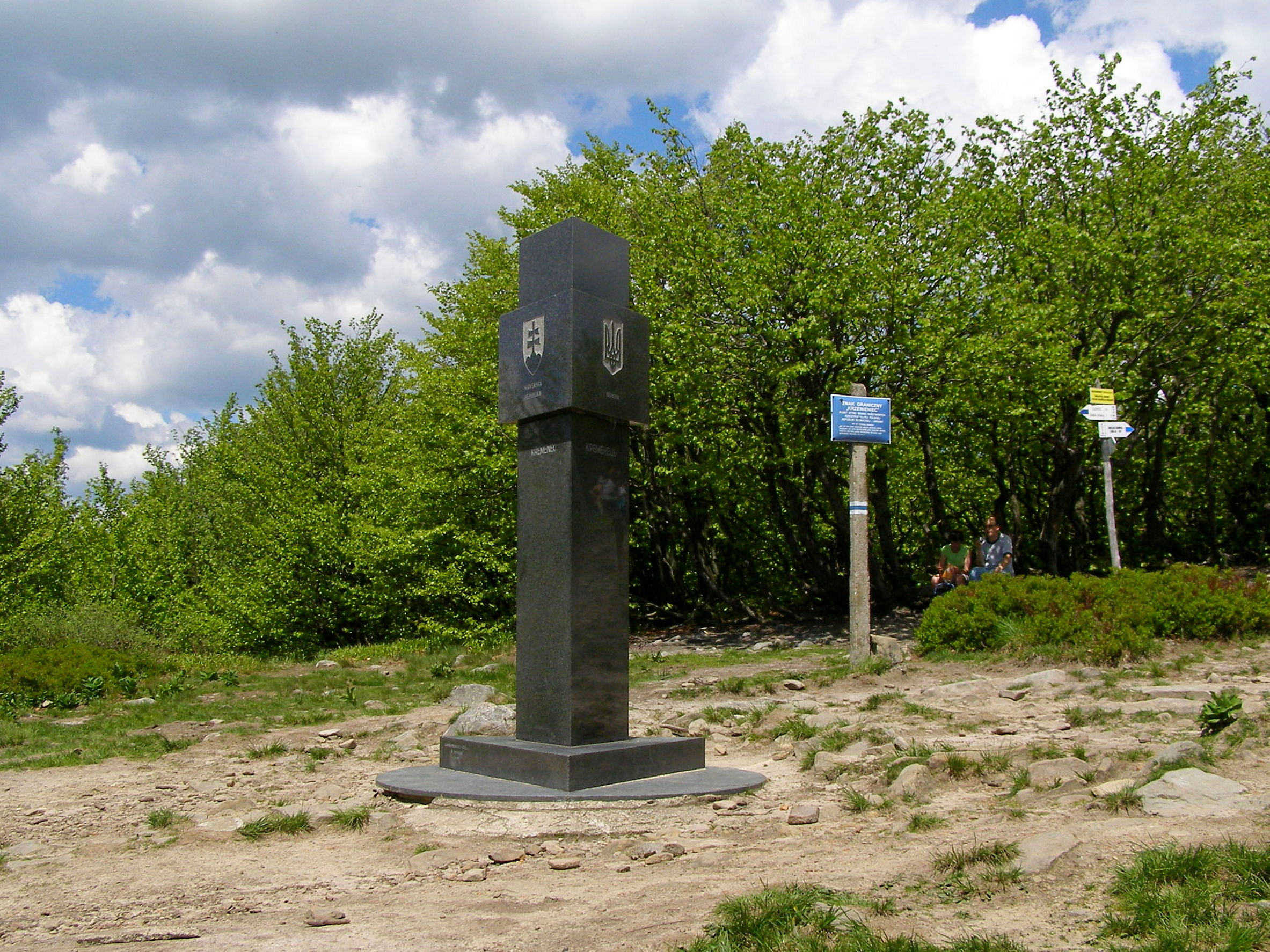
Trójstyk polsko-ukraińsko-słowacki na Krzemieńcu

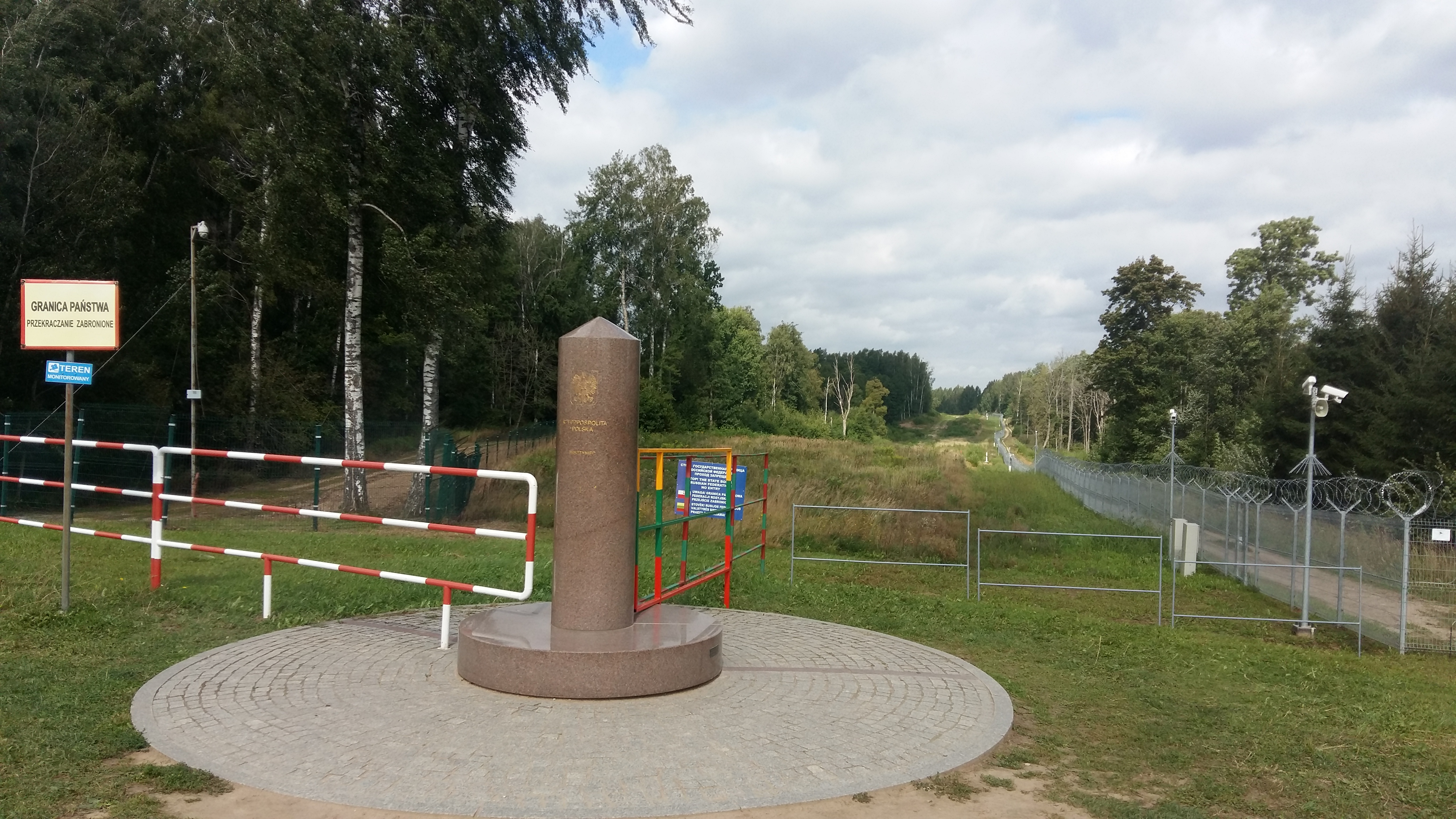
Trójstyk polsko-litewsko-rosyjski (enklawa Królewiec)

Trójstyk – punkt styku granic trzech równorzędnych jednostek terytorialnych. Najczęściej odnosi się do granic państw.

## Opis trójstyków
Trójstyk przeważnie oznakowany jest za pomocą specjalnych znaków granicznych, flag państwowych, obelisków. Państwami posiadającymi najwięcej trójstyków są Chiny (16) i Rosja (10). Państwa mające na jednym obszarze lądowym tylko jednego sąsiada (Portugalia, Dania, Irlandia, Wielka Brytania, San Marino, Gambia, Lesotho, Korea Południowa, Timor Wschodni, Watykan itp.) nie posiadają trójstyków wcale. Trójstyków nie mają także państwa zajmujące całe wyspy (np. Islandia, Kuba), a nawet takie kraje jak Stany Zjednoczone (mają dwóch sąsiadów – Kanadę i Meksyk – jednak obu rozdziela amerykańskie terytorium) i Indonezja (trzech lądowych sąsiadów – Malezja, Timor Wschodni i Papua-Nowa Gwinea, jednak na różnych wyspach). Jednym z najsłynniejszych trójstyków w Europie jest trójstyk na górze Vaalserberg, gdzie spotykają się granice Niemiec, Holandii i Belgii.

### Trójstyki RP
Polska posiada 6 trójstyków. Są to:
- Polska – Rosja – Litwa koło Bolci (gmina Wiżajny) i Wisztyńca (LT). Znak graniczny o nazwie „Wisztyniec” („Wisztyniec”, „Vištytis”)[a] (dodatkowo tam znajduje się koniec granicy między województwami warmińsko-mazurskim i podlaskim)
- Polska – Litwa – Białoruś na rzece Marycha niedaleko Stanowiska, znak graniczny „Marycha”, „Mara”[b].
- Polska – Białoruś – Ukraina na Bugu pod Włodawą (Orchówek)
- Polska – Ukraina – Słowacja na szczycie Krzemieniec (ukr. Кременець, słow. Kremenec)
- Polska – Słowacja – Czechy, pomiędzy miejscowościami Jaworzynka (Trzycatek) [PL] – Czerne [SK] – Herczawa [CZ]
- Polska – Czechy – Niemcy, pomiędzy miejscowościami Porajów, Hrádek nad Nisou i Żytawa

### Trójstyki II RP
Trójstyki w II Rzeczypospolitej.
- Polska – Niemcy – Wolne Miasto Gdańsk – niedaleko miejscowości Weissenberg (Biała Góra) – Cypel Mątawski (Montauer Spitze)
- Polska – Niemcy (Prusy Wschodnie) – Litwa – na południe od Jeziora Wisztynieckiego, koło wsi Bokszyszki
- Polska – Litwa – Łotwa – 2 km na zachód od miejscowości Turmont (Dworaliszki)
- Polska – Łotwa – ZSRR – na rzece Dźwina (ujście do niej rzeczki Rosica)
- Polska – ZSRR – Rumunia – ujście rzeki Zbrucz do Dniestru (Okopy św. Trójcy)
- Polska – Rumunia – Czechosłowacja – góra Stóg (Stoh) 1650 m n.p.m. (od marca 1939: trójstyk Polska – Rumunia – Węgry)
- Polska – Niemcy – Czechosłowacja – ujście Olzy do Odry (miejscowość Olza)

Od października 1938 r. trójstyk przesunął się o 8 km od poprzedniego styku, na Odrze koło miejscowości Wierzbica (Vrbice); od marca 1939 r. do września 1939 r. był to trójstyk Polski – Niemiec – Protektoratu Czech i Moraw.
- Polska – Słowacja – Protektorat Czech i Moraw – góra Mały Połom 1058 m n.p.m. (16.03.1939 – 28.09.1939)[1]
- Polska – Słowacja – Węgry – od 3 kwietnia 1939 – góra Czerenin (929 m n.p.m.) (po wrześniu 1939 r. – Niemcy (GG) – Słowacja – Węgry)